# Românești (okręg Dolj)
Românești – wieś w Rumunii, w okręgu Dolj, w gminie Șimnicu de Sus. W 2011 roku liczyła 239 mieszkańców.